# Terry Jennings
Terry Jennings (19. července 1940 Eagle Rock, Kalifornie, USA – 11. prosince 1981 San Pablo, Kalifornie, USA) byl americký minimalistický hudebník a hudební skladatel. Svou kariéru zahájil jako jazzový hudebník v padesátých letech 20. století a už v té době se setkal s La Monte Youngem. V šedesátých letech se přestěhoval do New Yorku, kde s Youngem pracoval v oboru avantgardní hudby. Spolu s ním a několika dalšími byl členem souboru Theatre of Eternal Music.